# 西古德·斯文松
西古德·斯文松（瑞典語：Sigurd Svensson，1912年9月27日—1969年1月13日），瑞典男子马术运动员。他曾代表瑞典参加1948年夏季奥林匹克运动会马术比赛，获得团体三日赛银牌。